# Cattedrale di San Paolo (Melbourne)
La cattedrale di San Paolo (in inglese: St Paul Cathedral) è una cattedrale anglicana della città di Melbourne, in Australia. La chiesa è la sede della diocesi di Melbourne e la sede dell'arcivescovo di Melbourne e, dal 28 giugno 2014, sede del Primate d'Australia.
La cattedrale fu progettata dall'architetto inglese William Butterfield e completata nel 1891, ad eccezione delle guglie che vennero costruite con un progetto diverso dal 1926 al 1932. È uno dei principali monumenti architettonici di Melbourne ed è stato designato come monumento storico dello stato di Victoria.